# 候坤元
候坤元（？—？），山西浮山人，清朝政治人物。
道光二十六年，署任廣東廣州府永安縣知縣（現紫金縣知縣）。后由徐良梅接任。